# Hackefors

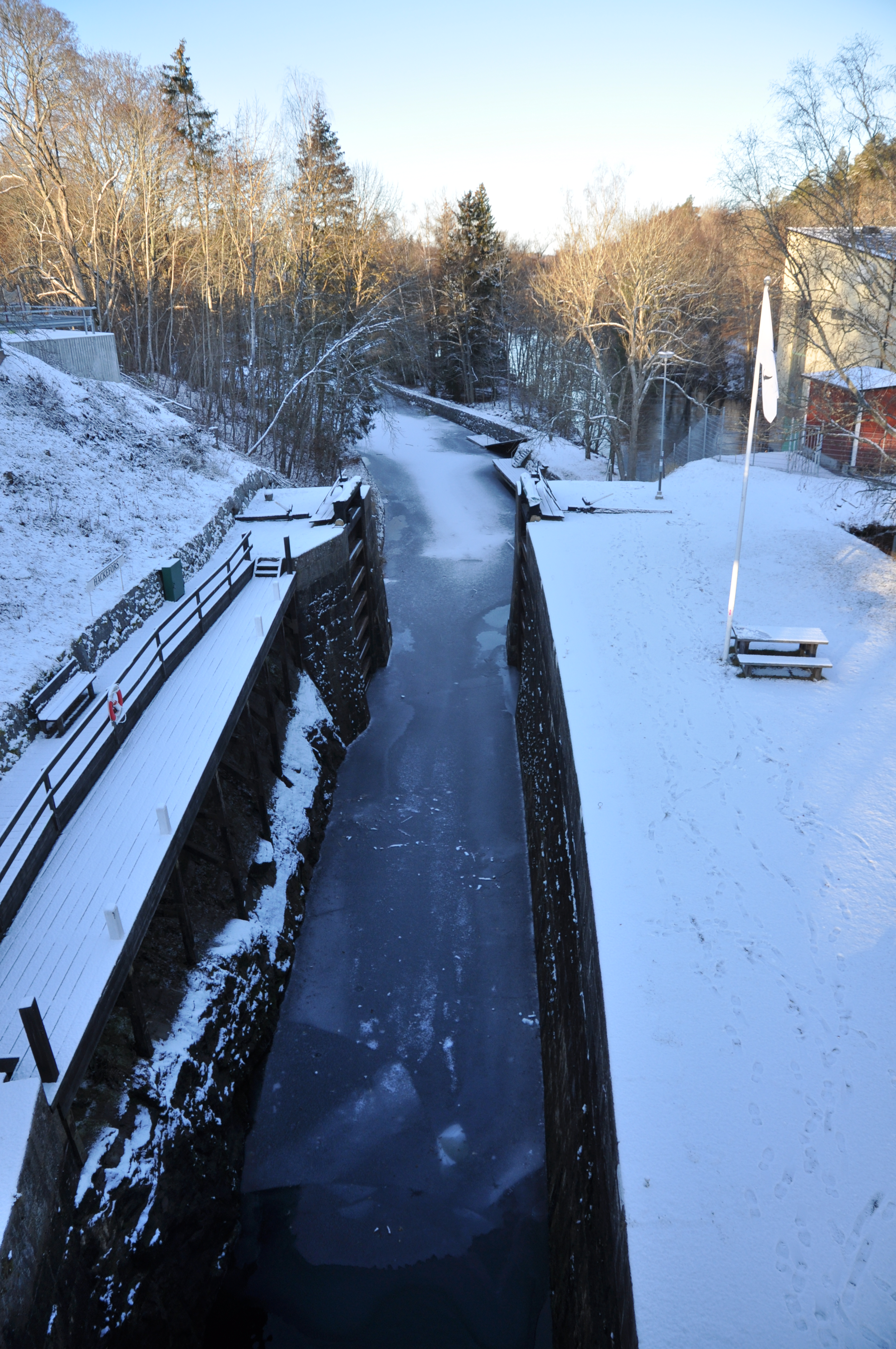
Hackefors sluss.

Hackefors är en stadsdel i sydöstra Linköping i Östergötland, belägen öster om Stångån i Landeryds socken. Hackefors består till stor del av villabebyggelse. 
Det finns även motionsspår i Hackefors, Åbysäcken, på 2 km, 2,9 km, 5 km och 6,4 km och på vintern skidspår. Området Hackefors var från början en mer fristående ort, där det genom åren funnits många anrika företag, såsom Malte Månson, Datasaab och Ericsson. Hackefors var tidigare en egen tätort med omkring 300 invånare år 1965. Sedan 1970 räknas området som sammanväxt med Linköping.

## Historik
Namnet Hackefors kommer från mansnamnet Hake. Troligtvis var Hake en betydande person som hade äganderätt över denna fors i Stångån. Hackefors by låg vid Stångåns strand och bestod av Norrgården och Södergården med varsin tillhörande kvarn i forsen. Vid laga skifte på 1860-talet flyttades Norrgården ut ur byn och kallades Hackefors övre, medan Södergården som låg kvar vid ån benämndes Hackefors nedre.
I slutet av 1860-talet byggdes Kinda kanal och en sluss anlades i Hackefors. Den är numera norra Europas högsta enkammarsluss, men var vid dess tillkomst världens djupaste enkammarsluss. När Östra Centralbanan drogs fram, anlades en hållplats på Hackefors ägor. Dock finns där nu ingen hållplats och den tidigare stationsbyggnaden utgör numera bostadshus.
Det som lade grunden till samhället Hackefors var dock Hackefors porslin som startades 1929 av John O Nilsson. I Hackefors ligger John O. Nilssons plan, där det finns en minnessten över honom. 
Samhällets bebyggelse härrör från 1930- och 1940-talens bostäder för den lokala industrin och en omfattande villabebyggelse från 1970-talet, som hängde ihop med Saab AB:s expansion och de statliga verk som då flyttade till Linköping samt nyare bebyggelse från 2000-talets början. Hackefors består idag av det ursprungliga Hackefors benämnt såväl i Linköpings kommuns detaljplaner som i historiska sammanhang som stationssamhället Hackefors, de i två olika omgångar byggda villaområdena Skonberga och Vårgård samt Hackefors industriområde. Hackefors gränsar till stadsdelarna Johannelund, Tannefors och Hjulsbro.

## Övrigt
I Hackefors grundades 1996 konsultföretaget Altea som utvecklade Hackeforsmodellen som har använts regionalt i Östergötland, men har även fått spridning till flera regioner i Sverige.
I Hackeforsrondellen, från vilken avfarten från Riksväg 35 till Hackefors utgår, står en fem meter hög staty av Cajsa von Zeipel föreställande en kvinna som blickar ut över landskapet (Hello, Goodbye). Den utgör ett rondellkonstverk, vilket är ett fenomen som uppstod i samband med rondellhundarna.

## Tågolycka 2023
Hackefors fick stor nationell medial uppmärksamhet i juni 2023, då en 15-årig pojke blev påkörd av ett tåg vid en obevakad tågöverfart i stadsdelen och omkom.